# Stanisław Dembiński (fizyk)
 Stanisław Tadeusz Dembiński (ur. 5 lipca 1933 w Poznaniu) – polski fizyk i nauczyciel akademicki, profesor nauk fizycznych, w latach 1981–1982 rektor Uniwersytetu Mikołaja Kopernika, senator I kadencji.

## Życiorys
Jego przodkowie ze strony ojca pieczętowali się herbem Rawicz. Z wykształcenia fizyk, absolwent Uniwersytetu Mikołaja Kopernika z 1956. Uzyskiwał następnie stopnie naukowe doktora i doktora habilitowanego. Otrzymał tytuł naukowy profesora nauk fizycznych. Specjalizuje się w zakresie fizyki teoretycznej, optyki kwantowej, teorii magnetyzmu i teorii układów nieliniowych. Zawodowo jako nauczyciel akademicki związany z Uniwersytetem Mikołaja Kopernika. Pracował w Instytucie Fizyki na Wydziale Fizyki, Astronomii i Informatyki Stosowanej UMK.
W 1981 został rektorem tego uniwersytetu. W tym okresie współpracował z opozycją solidarnościową. W konsekwencji w 1982, kilka miesięcy po wprowadzeniu stanu wojennego, odwołano go z zajmowanego stanowiska.
W latach 1989–1991 sprawował mandat senatora I kadencji, wybranego z ramienia Komitetu Obywatelskiego w województwie toruńskim. Przewodniczył senackiej Komisji Spraw Zagranicznych. Jako obserwator reprezentował parlament w ZP Rady Europy. Nie ubiegał się o reelekcję, wycofując się z działalności politycznej.
Był także członkiem Komitetu Fizyki Polskiej Akademii Nauk.

## Odznaczenia i wyróżnienia
Odznaczony Krzyżem Oficerskim Orderu Odrodzenia Polski (2001). W 2016 otrzymał wyróżnienie Convallaria Copernicana. Został honorowym obywatelem województwa kujawsko-pomorskiego (2019) oraz Torunia (2024).